# 낙동중학교 (경북)
낙동중학교(洛東中學校)는 대한민국 경상북도 상주시 낙동면 낙동리에 있는 공립 중학교이다.

## 학교 연혁
- 1965년 1월 16일 : 공립중학교 3학급 설립인가
- 1965년 3월 23일 : 낙동중학교 개교
- 1965년 4월 10일 : 김관익 초대 교장 취임
- 1993년 3월 1일 : 학칙변경 3학급 편성
- 1999년 3월 1일 : 낙동동부초등학교와 낙동중학교 통합운영
- 2001년 6월 20일 : 다목적 체육관 준공
- 2015년 3월 1일 : 디지털교과서 활용 정책 연구학교 운영(~2017.2.28)
- 2024년 2월 8일 : 제57회 졸업식(2명, 총 졸업생 수 3,421명)
- 2024년 3월 1일 : 제27대(통합학교 제14대) 이정옥 교장 부임
- 2024년 3월 4일 : 입학식(3명, 3학급 8명)

## 참고 자료
- 낙동중학교 - 한국교육학술정보원 학교알리미